# Aname mellosa
Espèce
Aname mellosa est une espèce d'araignées mygalomorphes de la famille des Anamidae.

## Distribution
Cette espèce est endémique d'Australie-Occidentale. Elle se rencontre au Pilbara et au Mid West.

## Description
Le mâle holotype mesure 18,4 mm et la femelle paratype 19,5 mm.

## Publication originale
- Harvey, Framenau, Wojcieszek, Rix & Harvey, 2012 : Molecular and morphological characterisation of new species in the trapdoor spider genus Aname (Araneae: Mygalomorphae: Nemesiidae) from the Pilbara bioregion of Western Australia. Zootaxa, no 3383, p. 15-38.